# Michał Koczyński
Michał Koczyński (29. září 1821 Leżajsk – 18. srpna 1903 Krakov) byl rakouský politik z Haliče, v 2. polovině 19. století poslanec Říšské rady.

## Biografie
Vystudoval gymnázium v Černovicích. Studoval na Lvovské univerzitě. Roku 1847 získal titul doktora práv a roku 1849 se habilitoval ve Lvově jako odborník na civilní právo. Coby mimořádný profesor nastoupil roku 1851 na Jagellonskou univerzitu v Krakově, kde byl prvním vedoucím nově zřízené katedry trestního práva. Jako první zde přednášel od roku 1852 na téma nového rakouského trestního zákoníku. Roku 1855 byl jmenován řádným profesorem. V roce 1861/1862 byl děkanem právnické fakulty. V roce 1865 byl ovšem z fakulty propuštěn pro konflikty s německými profesory. Roku 1870 se neúspěšně snažil na fakultu vrátit jako profesor německého práva. V letech 1863–1865 redigoval právní a politický časopis. Už během své akademické dráhy působil i jako advokát, po vynuceném odchodu z univerzity se věnoval advokacii a politice. Byl členem obecní rady v Krakově.
Roku 1866 byl zvolen na Haličský zemský sněm za obvod Nowy Sącz. Zemský sněm ho roku 1869 zvolil i do Říšské rady (celostátní parlament, tehdy ještě volený nepřímo zemskými sněmy). 15. prosince 1869 složil slib. Dopisem z 31. března 1870 složil mandát v rámci hromadné rezignace polských poslanců Říšské rady. Poslancem zemského sněmu byl až do roku 1879.